# Palojärvi (sjö i Finland, Lappland, lat 66,28, long 27,38)
Palojärvi är en sjö i Finland. Den ligger i kommunen Kemijärvi i landskapet Lappland, i den norra delen av landet, 700 km norr om huvudstaden Helsingfors. Palojärvi ligger 192,6 meter över havet. Den är 15 meter djup. Arean är 47,4 hektar och strandlinjen är 4,36 kilometer lång. Sjön  ingår i Kemi älvs huvudavrinningsområde. 